# Büchelpalais

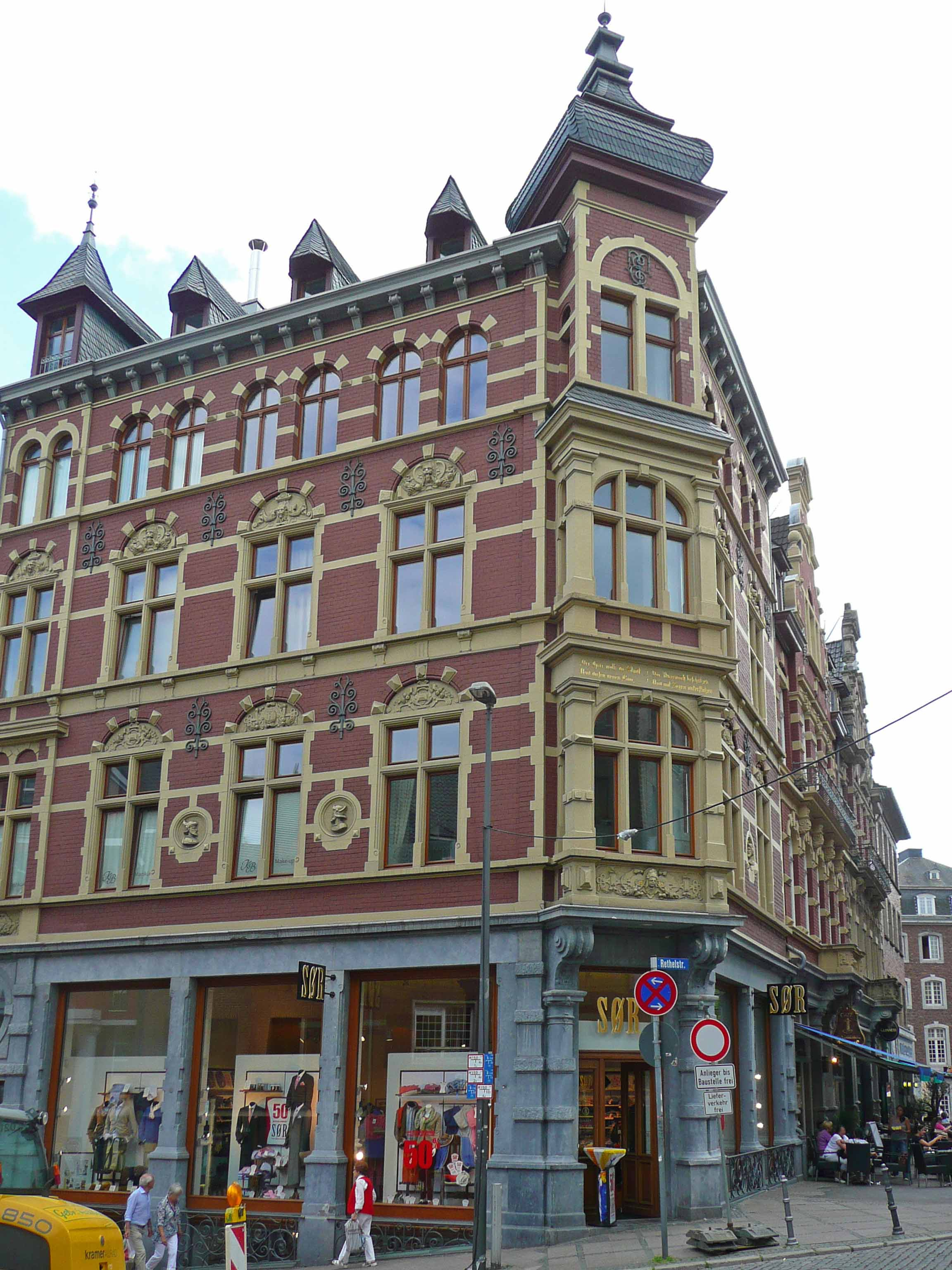
Büchelpalais

Das Büchelpalais ist ein Wohn- und Geschäftsgebäude in Aachen. Es wurde 1889 im Stil der Neorenaissance erbaut und steht am Büchel (Hausnummer 10) an der Ecke zur Rethelstraße. Das Gebäude ist als Baudenkmal in die Liste der Baudenkmäler in Aachen eingetragen.

## Geschichte
An dieser Stelle befand sich einst, wie aus dem um 1460 entstandenen Grafschaftbuch hervorgeht, die seit 1315 urkundlich erwähnte und für die Herstellung der im mittelalterlichen Aachen hochbedeutenden Tuchfabrikation notwendigen Wollküche. Noch 1668 – wenige Jahre nach dem großen Aachener Stadtbrand – wurde das Gebäude weiterhin als Wollküche bezeichnet. Im Jahr 1685 wurde das Haus erstmals als Kornhaus bezeichnet und  bis mindestens 1789 als städtische Kornhalle genutzt. Das gesamte Anwesen sowohl der Wollküche als auch des Kornhauses war allerdings deutlich größer als das jetzige Gebäude.
Im 19. Jahrhundert diente das Gebäude als Markthalle für die ortsansässigen Fleischer (Adresse bis 1857: Litera A.1165) und wurde im Jahr 1855 vom Stadtbaumeister Friedrich Joseph Ark durch eine neue Markthalle ersetzt. 1857 erhielt das Haus die Hausnummer 10. Nach Durchbruch der Rethelstraße wurde die Halle im Jahr 1885 abgerissen und 1889 das jetzige Gebäude errichtet.

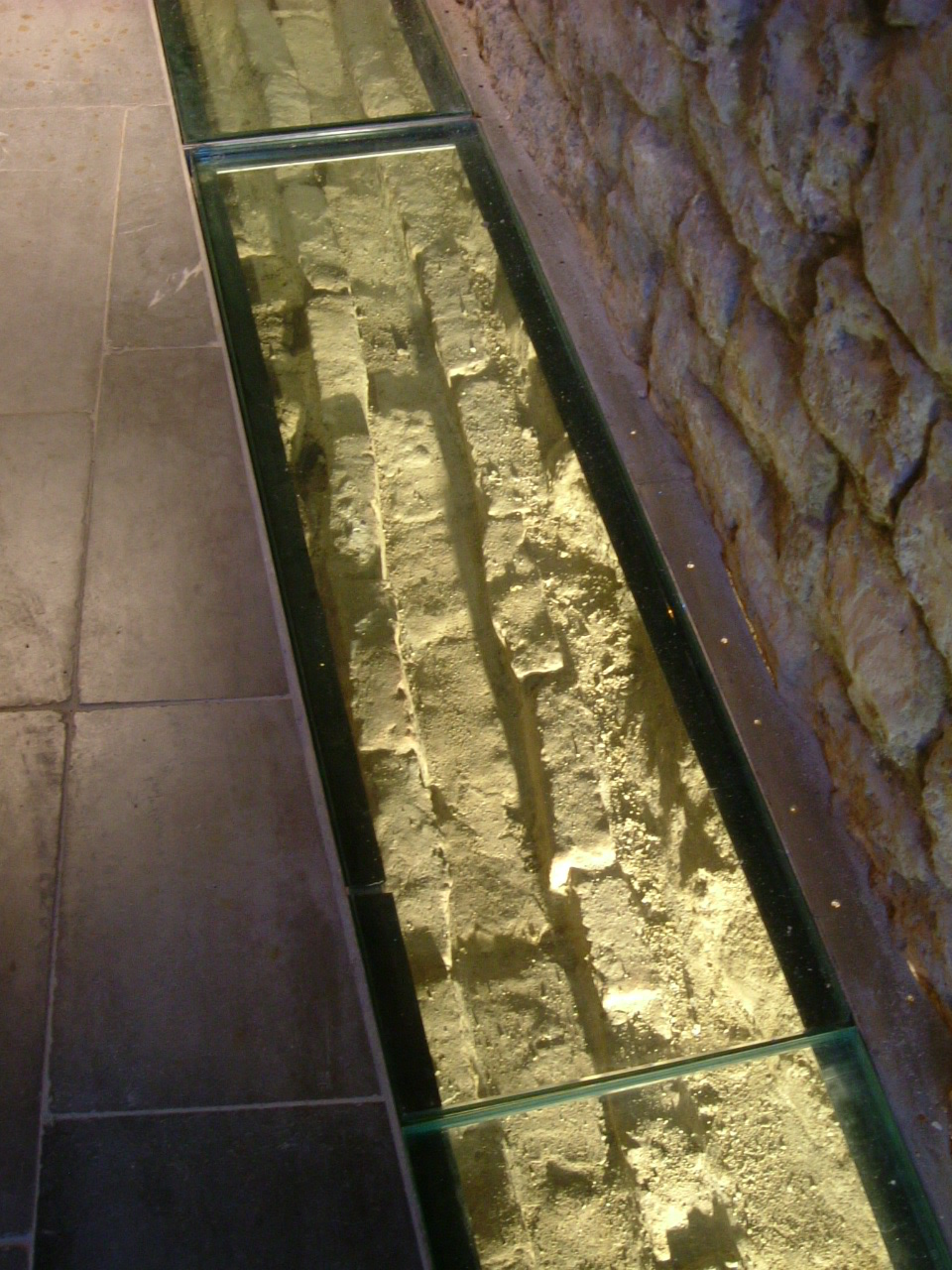
Historische Wasserleitung Büchelpalais

Bis 2006 war das Büchelpalais im Besitz der Familie von den Driesch, die dort ein Haushaltswarengeschäft betrieb. Bei den Umbaumaßnahmen in den Jahren 2006 und 2007, die archäologisch begleitet wurden, stieß die Bauleitung auf eine Wasserleitung, über deren Alter und Zweck bislang noch keine abschließende Aussage getroffen werden konnte: Möglicherweise handelt es sich hierbei um einen Kanal für das in der Wollküche in großem Umfang benötigte Wasser. Demnach stammt der Kanal mit hoher Wahrscheinlichkeit aus der Zeit zwischen dem 14. und 17. Jahrhundert. Die freigelegte Wasserleitung konnte eine Zeit lang als Archäologisches Fenster im historischen Keller des Eckgeschäftes während der Öffnungszeiten besichtigt werden, zurzeit ist sie nicht mehr zugänglich. Seit den Umbauarbeiten wird das Haus als Büchelpalais bezeichnet.

## Gebäude
Bei dem Neubau von 1889 handelt es sich um einen viergeschossigen rotbraunen Backsteinbau mit vier zu zwei Achsen, wobei die abgerundete Ecke eine weitere eigene Achse bildet, in der sich die Tür zum Geschäftslokal befindet. Die seitlichen Wände sind mit stilvollen Sicherungsankern stabilisiert und mit Medaillon-Ornamentik verziert, in denen fantasievolle Köpfe eingearbeitet wurden. Im Untergeschoss sind große Fenster für die Ladenausstellung eingearbeitet, die mit einer Blausteinumrahmung versehen sind. Dagegen befinden sich in dem ersten und zweiten Obergeschoss der seitlichen Achsen Kreuzstockfenster, über deren Sturz mit fünf Keilsteinen geschmückte Segmentbögen aufgesetzt sind, deren Flächen mit Wappenornametik und schmuckvollen Fantasie-Köpfen ausgestattet sind. Die Eckachse ist in diesen Stockwerken erkerartig ausgebaut und mit dreiteilig gegliederten Rundbogenfenstern ausgestattet. Das dritte Obergeschoss besitzt Zwillings-Rundbogenfenster und das Dach ist je Achse mit einer Dachgauben ausgestattet. Die Eckachse wird von einer mehrfach geschwungenen Haube gekrönt.